# 比利亚马尼扬
比利亚马尼扬，是西班牙卡斯蒂利亚-莱昂莱昂省的一个市镇。 总面积58平方公里，总人口1348人（001年），人口密度23人/平方公里。